# Хавнър
Хавнър (на английски: Havnor) е измислен остров от произведенията на писателката Урсула Ле Гуин за Землемория. Хавнър е най-големият остров от Архипелага и се намира в централната му част. Той е седалище на краля, който управлява всички острови на Землемория. Градът е красив и богат, център на търговия и просперитет.
На върха на най-високата кула на двореца е поставен мечът на Ерет-Акбе, легендарния магьосник който се сразил с драконът Орм на далечния остров Салидор. В Хавнър също така се намира и пръстенът на Ерет-Акбе с руната на мира.